# Corredor Verde do Butantã

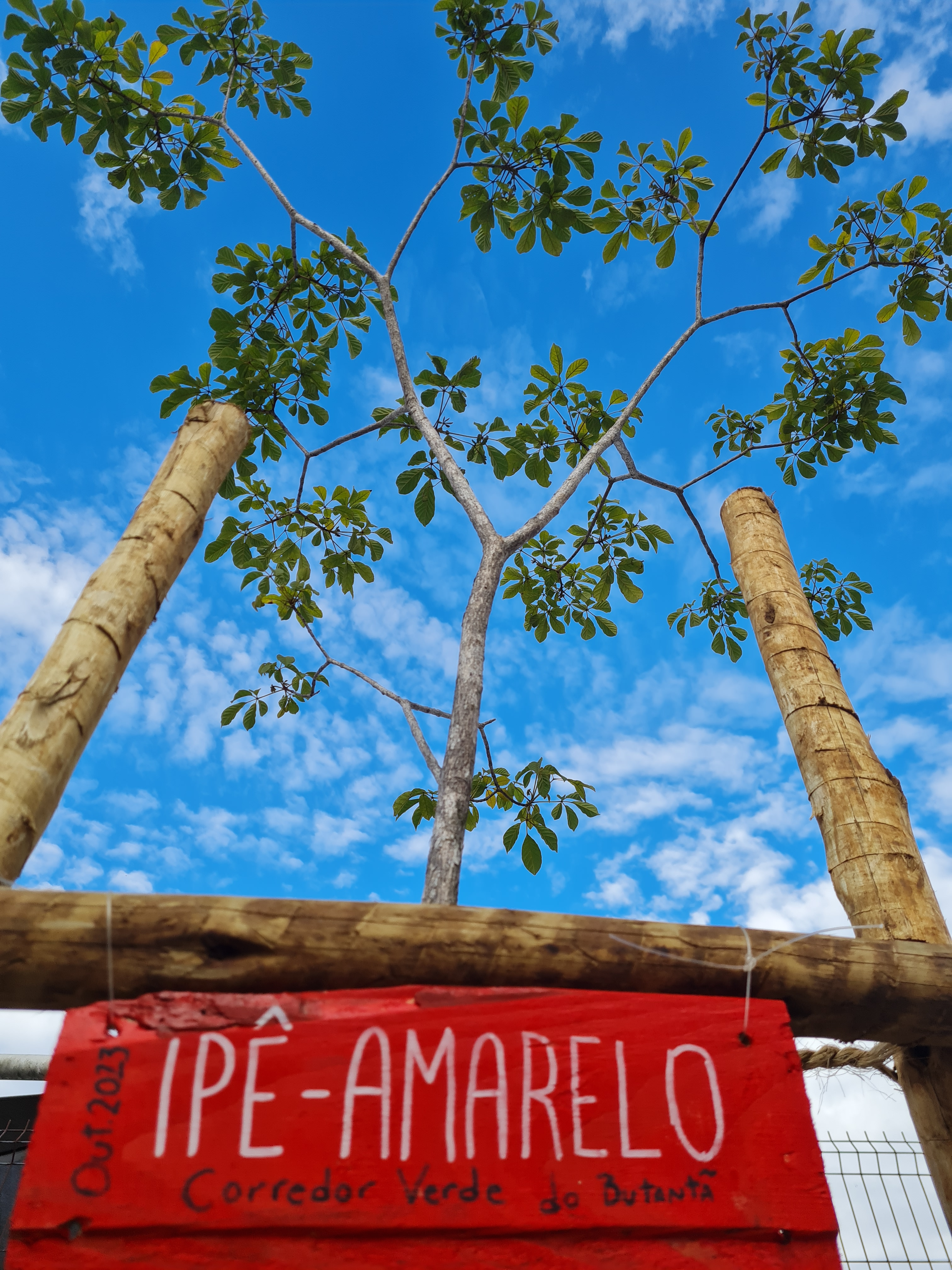
Ipê-amarelo plantado no projeto do Corredor, na Rua Iquiririm, Vila Indiana

O Corredor Verde do Butantã, também chamado de Corredor Ecológico do Butantã, é um corredor verde implantado no distrito do Butantã, na cidade de São Paulo. A implantação do corredor começou em 16 de junho de 2023, na Rua Sousa Reis, no bairro da Vila Indiana e visa conectar as áreas verdes da Cidade Universitária ao Parque Previdência.
O projeto surgiu da ideia de conectar a mata da Cidade Universitária à pequena mata do boturoca na Vila Indiana, e depois se expandiu para mais áreas do bairro. Iniciado por Bruno Rodrigues, Élio Camargo e Alexandre Alencar, fundadores do coletivo Corredor Ecológico Urbano Butantã, o projeto se tornou parte integral do Planpavel (Plano Municipal de Áreas Protegidas, Áreas Verdes e Espaços Livres), da prefeitura de São Paulo.
O coletivo se integra à Secretaria do Verde e à Subprefeitura do Butantã para desenvolver o projeto  As árvores são plantadas por contratados da prefeitura, e  muitos voluntários atuam no dia-a-dia para cuidar e manter as árvores e seus entornos.
A iniciativa foca no plantio de espécies nativas, como carobinha, cereja-do-rio-grande, grumixama, oiti, manacá da serra, e ipê branco.